# Hernán Crespo
Hernán Jorge Crespo (Florida, 5 luglio 1975) è un allenatore di calcio, dirigente sportivo ed ex calciatore argentino, di ruolo attaccante, tecnico del San Paolo.
In carriera ha vinto a livello nazionale due campionati argentini di Apertura (1993, 1994), una Coppa Italia (1998-1999), cinque Supercoppe italiane (1999, 2000, 2004, 2006, 2008), una Premier League (2005-2006), un Community Shield (2005) e tre campionati italiani (2006-2007, 2007-2008, 2008-2009), mentre a livello internazionale ha conquistato una Coppa Libertadores (1996) e una Coppa UEFA (1998-1999). Con la nazionale maggiore ha disputato una Coppa re Fahd (1995), tre campionati mondiali (1998, 2002 e 2006) e una Coppa America (2007); inoltre con quella olimpica ha preso parte ad un'edizione dei Giochi panamericani (1995), vincendola, e ad una dei Giochi olimpici estivi (1996).
Considerato uno dei migliori calciatori della sua generazione, a livello individuale si è laureato una volta come miglior marcatore del campionato argentino di Clausura (1994) e della Serie A (2000-2001) e due volte come capocannoniere della Coppa Italia (1998-1999 e 2006-2007). Con la nazionale olimpica è stato anche il miglior marcatore dei Giochi olimpici estivi del 1996 (titolo condiviso con Bebeto). Inoltre è stato inserito da Pelé nella FIFA 100, la lista dei 125 migliori calciatori viventi.

Ha finito la scuola nel collegio La Salle. Originario di Florida, è sposato e ha tre figlie. Conclusa la carriera da calciatore ha deciso di vivere a Parma con la famiglia, dichiarando che la città rappresenta gran parte della propria vita.
Dal 2013 al 2014 è stato commentatore per i canali italiani Fox Sports e Fox Sports Plus; nel 2018 è su DAZN, nuova piattaforma che trasmette alcune partite della Serie A. Nel 2025 invece è opinionista su TV8 in occasione della semifinale di Champions Inter-Barcellona.
In attività era soprannominato Valdanito per la somiglianza con l'ex nazionale argentino Jorge Valdano.

## Caratteristiche tecniche
Molto abile nel colpo di testa e nel gioco acrobatico, era un attaccante dotato di grande fiuto del gol e capace di realizzare reti di pregevole fattura. Tecnicamente dotato, sapeva rendersi utile anche senza segnare, grazie a velocità, spirito di squadra e intelligenza tattica.

## Carriera

### Giocatore

#### Club

##### Gli inizi, River Plate
Cresciuto nel settore giovanile del River Plate, esordì tra i professionisti nella stagione 1993-1994. Con la maglia del River Plate giocò dal 1993 al 1996 vincendo due campionati argentini di Apertura, nel 1993, nel 1994 e laureandosi capocannoniere del torneo di Clausura nel 1994. La consacrazione arrivò nel 1996 quando da titolare vinse la Coppa Libertadores, affermandosi come uno dei migliori talenti della sua generazione.

##### Parma

Crespo in azione con la maglia parmense nel 1996

Nell'agosto dello stesso anno fu acquistato dal Parma per 8 miliardi di lire (pari a circa 4 milioni di euro). Il 20 ottobre debuttò nel campionato italiano, contro il Perugia e la settimana seguente segnò la sua prima rete in campionato nella sconfitta per 3-1 in casa dell'Inter. L'esordio nelle competizioni UEFA arriva la stagione seguente, a causa dell'eliminazione prematura del Parma nella Coppa UEFA 1996-1997, giocando da titolare la partita di andata del secondo turno di qualificazione della UEFA Champions League 1997-1998 contro il Widzew Łódź.
Il 1º ottobre 1997 segna il primo gol internazionale per il Parma, nella vittoria per 2-0 contro il Galatasaray. Il 1º dicembre 1998, nella gara dei quarti di Coppa Italia con l'Udinese, giocò da portiere nei minuti finali per l'infortunio di Guardalben subendo la rete del definitivo 3-2. Al termine della stagione, i ducali trionfarono in Coppa Italia e in Coppa UEFA con Crespo capace di segnare in entrambe le finali.
La stagione successiva si aprì con il trionfo in Supercoppa italiana ma si rivelò deludente per il Parma, che finì quinto dopo aver perso lo spareggio per il 4º posto contro l'Inter.

##### Lazio
Nel luglio del 2000 la Lazio decise di investire 110 miliardi di lire (pari a circa 55 milioni di euro) per acquistare Crespo dal Parma; come parziale contropartita tecnica, i capitolini cedettero al club emiliano i cartellini di Sérgio Conceição e Matías Almeyda. Il suo trasferimento risultò essere il più costoso nella storia del calcio mondiale, seppur per pochi giorni: nello stesso mese, infatti, il portoghese Luís Figo fu acquistato dal Real Madrid per 143 miliardi di lire. Limitatamente all'Italia, il primato fu battuto sedici anni dopo dalla cessione di un altro argentino, Gonzalo Higuaín, comprato dalla Juventus per 90 milioni di euro.

Crespo in azione con la Lazio nel 2000

Crespo esordì vincendo un'altra Supercoppa italiana, ma a fine stagione la Lazio non riuscì a riconfermarsi campione, sebbene l'argentino avesse vinto la classifica marcatori del campionato 2000-2001, quinto calciatore della storia del club a riuscirvi. La stagione successiva vide la Lazio eliminata nella fase a gruppi di Champions League e incapace di andare oltre il sesto posto in campionato; Crespo ebbe invece una buona stagione, segnando 20 reti in tutte le competizioni (13 in campionato).

##### Inter
Il 31 agosto 2002 si trasferì all'Inter, che pagò alla Lazio 36 milioni di euro. L'operazione fu agevolata dalle difficoltà economiche della società biancoceleste che nello stesso giorno vendette anche Alessandro Nesta al Milan. Acquistato con il compito di provare a sostituire il partente Ronaldo, Crespo offrì ottime prestazioni soprattutto in Champions League, segnando 8 reti nelle prime 6 partite della fase a gironi fece segnare il nuovo record assoluto nella competizione che resisterà fino al 2013 quando verrà superato da Cristiano Ronaldo con 9, ma dopo un grave infortunio a un adduttore del 12 gennaio 2003 nei minuti iniziali di Inter-Modena rientrerà solo ad aprile disputando solo le partite dei quarti contro il Valencia e le semifinali contro il Milan, chiudendo con 9 reti segnate in 12 partite la sua stagione europea.

Crespo acquistato dall'Inter nel 2002

##### Chelsea e Milan
Il 26 agosto 2003 passò al Chelsea per 26 milioni di euro. Con il club londinese raggiunse le semifinali di Champions League, dove nella gara d'andata contro il Monaco segnò il gol del momentaneo pareggio, prima che la sua squadra venisse battuta 3-1.
Nel luglio 2004 fu ceduto in prestito al Milan, dove ritrovò Carlo Ancelotti, suo estimatore fin dai tempi di Parma. Con i rossoneri segnò 17 gol in 40 partite, vincendo una Supercoppa italiana e raggiungendo la finale di Champions League, persa contro il Liverpool nonostante il Milan avesse concluso il primo tempo in vantaggio per 3-0 grazie ad una doppietta proprio dell'argentino e alla rete segnata in avvio di partita dal capitano del Milan Paolo Maldini. Grazie a questa doppietta Crespo diventa uno dei 7 calciatori ad aver segnato 2 gol in un'unica partita di finale di Champions League, tuttavia è l'unico di questi 7 a non aver vinto. Nella rassegna continentale realizzò 6 gol in 10 partite.
Concluso il prestito, tornò al Chelsea vincendo una Premier League e un Community Shield.

##### Ritorno all'Inter

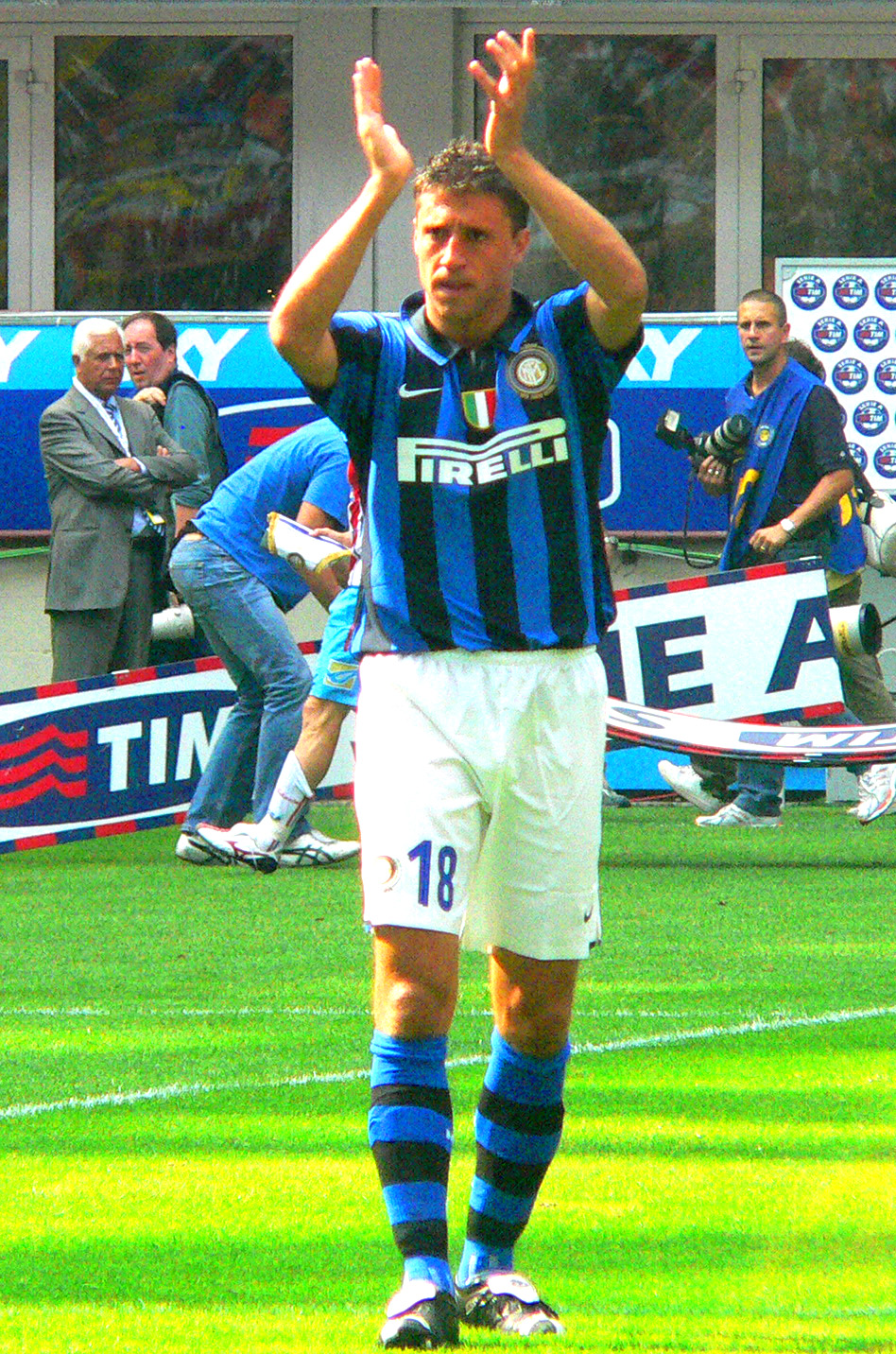
Crespo all'Inter nel 2007

Nell'agosto 2006, a distanza di tre anni, fece ritorno all'Inter con la formula del prestito biennale. Esordì con un gol alla Roma nella Supercoppa italiana vinta in rimonta per 4-3 dai nerazzurri. Nel corso della stagione contribuì in maniera decisiva alla vittoria del campionato, il primo a livello personale. Nella stagione successiva, anche a causa della maggiore concorrenza, fu impiegato meno ma riuscì ad aggiudicarsi un altro scudetto. Nel luglio 2008, alla scadenza del contratto con il Chelsea, firmò a parametro zero con i nerazzurri. La terza stagione a Milano fu quella meno brillante per lui ma si chiuse con un altro successo in campionato.

##### Genoa, ritorno al Parma e ritiro
Il 16 luglio 2009 il Genoa annunciò di aver acquistato l'attaccante argentino a titolo gratuito. In rossoblu Crespo realizzò sette gol, cinque in campionato e due in Europa League.
Il 29 gennaio 2010 fece ritorno al Parma sempre a titolo gratuito, a dieci anni di distanza dall'ultima esperienza in gialloblu. Nella stagione 2010-2011 venne spesso impiegato da titolare. In Coppa Italia contribuì, con una doppietta alla Fiorentina, alla qualificazione della squadra ai quarti di finale del torneo. A fine stagione risultò essere il capocannoniere stagionale della squadra crociata con 9 reti, come lo era stato nel 1997-1998, con 16 centri. Il 30 ottobre 2011 raggiunse quota 600 partite totali con i club in Parma-Cesena 2-0. Il 2 febbraio 2012 annunciò il suo addio al Parma in una conferenza stampa, dopo aver rescisso il contratto con la società in quanto fuori dai piani tecnici. Inizialmente era stata annunciata una sua partecipazione alla Bengal Premier League Soccer tra le file dei Barasat Euro Musketeers ma il torneo fu cancellato.
In totale con la maglia del Parma ha giocato 200 partite e segnato 94 gol; è il miglior marcatore del Parma in A.

#### Nazionale

##### Nazionale olimpica
Nel 1995 con la nazionale olimpica partecipò ai Giochi panamericani, vincendo quella edizione e laureandosi miglior marcatore del torneo con 6 gol (titolo condiviso con Bebeto). L'anno dopo venne convocato per i Giochi olimpici estivi, conquistando la medaglia d'argento.

##### Nazionale maggiore

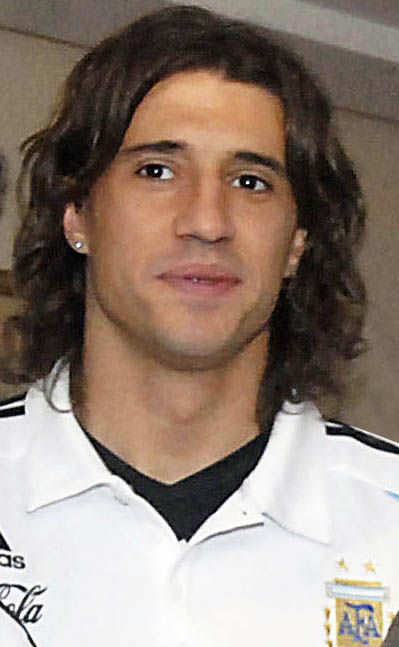
Crespo con la nazionale argentina nel 2007

Esordì in nazionale maggiore il 14 febbraio 1995 contro la Bulgaria. Nel corso della sua esperienza in nazionale disputò tre edizioni del campionato mondiale di calcio, nel 1998, nel 2002 e nel 2006. Al mondiale 2006 segnò tre reti nelle vittorie contro Costa d'Avorio (2-1), Serbia e Montenegro (6-0) e Messico (2-1 negli ottavi di finale), portando a quattro il numero delle sue marcature mondiali dato che aveva realizzato un gol anche nel 2002 contro la Svezia (all'88' depositò in rete un rigore parato da Hedman a Ortega, trovando l'1-1 che comunque sancì l'eliminazione dei sudamericani nella fase a gironi). Nel 2007, grazie alla doppietta siglata contro gli Stati Uniti in Copa América, raggiunse Diego Armando Maradona a quota 34 reti, superandolo nella partita successiva con la Colombia, la sua ultima in nazionale dato che un infortunio gli impedì il resto della competizione, persa per 3-0 in finale contro il Brasile.
Con 35 reti in 64 presenze è il quarto miglior marcatore della nazionale argentina, alle spalle di Lionel Messi (106 gol), Gabriel Batistuta (54) e Sergio Agüero (42)

### Allenatore

#### Gli inizi
Il 10 dicembre 2012 inizia a frequentare a Coverciano il corso di abilitazione per il master di allenatori professionisti Prima Categoria-UEFA Pro. Al termine del corso, la Commissione d'esame ha valutato la prova d'esame di Crespo particolarmente brillante.
Il 13 luglio 2014 diventa allenatore della Primavera del Parma che riesce a portare a un buon 6º posto finale in campionato.

#### Modena
Il 30 giugno 2015 viene ufficializzato come nuovo tecnico del Modena in Serie B e viene presentato alla stampa il giorno seguente alla presenza del presidente Antonio Caliendo e del direttore sportivo Massimo Taibi, rivelando di avere come modelli i suoi ex allenatori Carlo Ancelotti, José Mourinho e Marcelo Bielsa. Viene eliminato dalla Coppa Italia dal Sassuolo al terzo turno mentre in campionato debutta il 6 settembre con la sconfitta per 0-1 contro il Vicenza. Il 26 marzo 2016 viene esonerato dopo la sconfitta interna con il Cagliari con la squadra al quint'ultimo posto in classifica; lo sostituisce Cristiano Bergodi che comunque non riuscirà a evitare la retrocessione.

#### Banfield e Defensa y Justicia
Il 19 dicembre 2018 viene annunciato come nuovo allenatore del Banfield, che conduce al sedicesimo posto in campionato. Il 3 settembre 2019 viene esonerato a causa degli scarsi risultati ottenuti nella nuova stagione.
Il 26 gennaio 2020 viene annunciato come nuovo allenatore del Defensa y Justicia, squadra che occupa la sedicesima posizione nel campionato argentino. Con 3 vittorie e 3 pareggi nei restanti 6 match, termina il campionato al sesto posto con 36 punti. Guida la formazione della zona sud della Grande Buenos Aires anche nella sua prima partecipazione alla Coppa Libertadores, ottenuta grazie al secondo posto nella Primera División 2018-2019. Chiuso il girone al terzo posto, la formazione viene retrocessa nella seconda fase della Coppa Sudamericana 2020, dove supera quattro turni a eliminazione diretta giungendo alla finale di Córdoba contro il Lanús. Il 23 gennaio 2021 batte i connazionali per 3-0 e conquista il suo primo titolo da tecnico e il primo trofeo della storia del club. Il 7 febbraio seguente decide di lasciare il club argentino.

#### San Paolo
Il 12 febbraio 2021 viene annunciato come nuovo allenatore del San Paolo, con cui firma un biennale.
Il 23 maggio vince il campionato Paulista battendo il Palmeiras per 2-0 nella gara di ritorno dopo che l'andata era finita 0-0. Dalla Coppa Libertadores la squadra di Crespo viene eliminata ai quarti, battuta 3-0 dai rivali cittadini del Palmeiras mentre in Coppa del Brasile viene eliminata dal Fortaleza ai quarti. Il 13 ottobre dello stesso anno viene esonerato, insieme al suo staff, con la squadra al 13º posto in campionato con 30 punti in 25 partite a sole tre lunghezze e a quattro posizioni dalla zona retrocessione; in tutto in 53 partite ha collezionato 24 vittorie, 19 pareggi e 10 sconfitte.

#### Al Duhail e Al Ain
Il 24 marzo 2022 diventa allenatore dell’Al-Duhail, in Qatar. Nella sua prima stagione alla guida della squadra realizza il treble nazionale, vincendo campionato, Coppa di Qatar e Coppa delle Stelle del Qatar. Inizia la seconda stagione con dei risultati negativi, che il 3 ottobre 2023 inducono la società qatariota ad esonerarlo.
L'8 novembre seguente viene ingaggiato dall'Al-Ain, club degli Emirati Arabi Uniti, andando a sostituire l'olandese Alfred Schreuder. Porta la squadra al terzo posto finale in campionato ed alla vittoria in AFC Champions League, la seconda volta per la storia del club. A distanza di un anno dal suo arrivo, complice un avvio negativo in stagione e l'uscita dalla  Coppa Intercontinentale dopo la sconfitta per 3-0 contro gli egiziani dell'Al-Ahly, viene esonerato.

#### Ritorno al San Paolo
Il 18 giugno 2025 fa ritorno al San Paolo firmando un contratto fino al 31 dicembre 2026; il club brasiliano, in quel momento al 14º posto in campionato, aveva collezionato 12 punti ed era a -12 dal Flamengo capolista.

### Dirigente

Da sinistra il DG del Sassuolo Giovanni Carnevali, Enrico Mantovani e Hernan Crespo al Wyscout Football Festival a Chiavari nel 2016

Nel 2017 fa da mediatore nella trattativa per l'acquisto del Parma da parte del gruppo cinese Desports. Il 28 luglio 2017 diventa, assieme all'avvocato Giacomo Malmesi, il nuovo vicepresidente del club emiliano. Il 2 gennaio 2018 lascia l'incarico e viene nominato ambasciatore del Parma in Italia e nel mondo.
È stato ambasciatore della finale di UEFA Europa League 2018-2019 a Baku.

## Statistiche

### Presenze e reti nei club
Tra club, nazionale maggiore e nazionale olimpica, Crespo ha giocato 675 partite segnando 314 reti (0,46 gol a partita).
Statistiche aggiornate al termine della carriera da calciatore.
| Stagione           | Squadra            | Campionato         | Campionato | Campionato | Coppe nazionali | Coppe nazionali | Coppe nazionali | Coppe internazionali | Coppe internazionali | Coppe internazionali | Altre coppe | Altre coppe | Altre coppe | Totale | Totale |
| Stagione           | Squadra            | Comp               | Pres       | Reti       | Comp            | Pres            | Reti            | Comp                 | Pres                 | Reti                 | Comp        | Pres        | Reti        | Pres   | Reti   |
| ------------------ | ------------------ | ------------------ | ---------- | ---------- | --------------- | --------------- | --------------- | -------------------- | -------------------- | -------------------- | ----------- | ----------- | ----------- | ------ | ------ |
| 1993-1994          | River Plate        | PD                 | 25         | 13         | -               | -               | -               | -                    | -                    | -                    | -           | -           | -           | 25     | 13     |
| 1994-1995          | River Plate        | PD                 | 18         | 5          | -               | -               | -               | SS                   | 4                    | 2                    | -           | -           | -           | 22     | 7      |
| 1995-1996          | River Plate        | PD                 | 19         | 6          | -               | -               | -               | CL                   | 13                   | 10                   | -           | -           | -           | 32     | 16     |
| Totale River Plate | Totale River Plate | Totale River Plate | 62         | 24         |                 |                 |                 |                      | 17                   | 12                   |             |             |             | 79     | 36     |
| 1996-1997          | Parma              | A                  | 27         | 12         | CI              | 1               | 0               | CU                   | 0                    | 0                    | -           | -           | -           | 28     | 12     |
| 1997-1998          | Parma              | A                  | 25         | 12         | CI              | 2               | 0               | UCL                  | 8                    | 2                    | -           | -           | -           | 35     | 14     |
| 1998-1999          | Parma              | A                  | 30         | 16         | CI              | 7               | 6               | CU                   | 8                    | 6                    | -           | -           | -           | 45     | 28     |
| 1999-2000          | Parma              | A                  | 34+1       | 22+0       | CI              | 2               | 0               | UCL+CU               | 1+4                  | 0+3                  | SI          | 1           | 1           | 43     | 26     |
| 2000-2001          | Lazio              | A                  | 32         | 26         | CI              | 1               | 0               | UCL                  | 6                    | 2                    | SI          | 1           | 0           | 40     | 28     |
| 2001-2002          | Lazio              | A                  | 22         | 13         | CI              | 4               | 4               | UCL                  | 7                    | 3                    | -           | -           | -           | 33     | 20     |
| Totale Lazio       | Totale Lazio       | Totale Lazio       | 54         | 39         |                 | 5               | 4               |                      | 13                   | 5                    |             | 1           | 0           | 73     | 48     |
| 2002-2003          | Inter              | A                  | 18         | 7          | CI              | 0               | 0               | UCL                  | 12                   | 9                    | -           | -           | -           | 30     | 16     |
| 2003-2004          | Chelsea            | PL                 | 19         | 10         | FACup+CdL       | 0+2             | 0+0             | UCL                  | 10                   | 2                    | -           | -           | -           | 31     | 12     |
| 2004-2005          | Milan              | A                  | 28         | 10         | CI              | 1               | 1               | UCL                  | 10                   | 6                    | SI          | 1           | 0           | 40     | 17     |
| 2005-2006          | Chelsea            | PL                 | 30         | 10         | FACup+CdL       | 5+1             | 1+0             | UCL                  | 5                    | 2                    | CS          | 1           | 0           | 42     | 13     |
| Totale Chelsea     | Totale Chelsea     | Totale Chelsea     | 49         | 20         |                 | 8               | 1               |                      | 15                   | 4                    |             | 1           | 0           | 73     | 25     |
| 2006-2007          | Inter              | A                  | 29         | 14         | CI              | 4               | 4               | UCL                  | 6                    | 1                    | SI          | 1           | 1           | 40     | 20     |
| 2007-2008          | Inter              | A                  | 19         | 4          | CI              | 5               | 2               | UCL                  | 5                    | 1                    | SI          | 0           | 0           | 29     | 7      |
| 2008-2009          | Inter              | A                  | 14         | 2          | CI              | 3               | 0               | UCL                  | 0                    | 0                    | SI          | 0           | 0           | 17     | 2      |
| Totale Inter       | Totale Inter       | Totale Inter       | 80         | 27         |                 | 12              | 6               |                      | 23                   | 11                   |             | 1           | 1           | 116    | 45     |
| 2009-gen. 2010     | Genoa              | A                  | 16         | 5          | CI              | 1               | 0               | UEL                  | 4                    | 2                    | -           | -           | -           | 21     | 7      |
| gen.-giu. 2010     | Parma              | A                  | 13         | 1          | CI              | -               | -               | -                    | -                    | -                    | -           | -           | -           | 13     | 1      |
| 2010-2011          | Parma              | A                  | 29         | 9          | CI              | 2               | 2               | -                    |                      | -                    | -           | -           | -           | 31     | 11     |
| 2011-feb. 2012     | Parma              | A                  | 4          | 0          | CI              | 2               | 2               | -                    | -                    | -                    | -           | -           | -           | 6      | 2      |
| Totale Parma       | Totale Parma       | Totale Parma       | 162+1      | 72         |                 | 16              | 10              |                      | 21                   | 11                   |             | 1           | 1           | 201    | 94     |
| Totale carriera    | Totale carriera    | Totale carriera    | 453+1      | 197        |                 | 44              | 22              |                      | 103                  | 51                   |             | 4           | 2           | 605    | 272    |

### Cronologia presenze e reti in nazionale
| Cronologia completa delle presenze e delle reti in nazionale ― Argentina | Cronologia completa delle presenze e delle reti in nazionale ― Argentina | Cronologia completa delle presenze e delle reti in nazionale ― Argentina | Cronologia completa delle presenze e delle reti in nazionale ― Argentina | Cronologia completa delle presenze e delle reti in nazionale ― Argentina | Cronologia completa delle presenze e delle reti in nazionale ― Argentina | Cronologia completa delle presenze e delle reti in nazionale ― Argentina | Cronologia completa delle presenze e delle reti in nazionale ― Argentina |
| Data                                                                     | Città                                                                    | In casa                                                                  | Risultato                                                                | Ospiti                                                                   | Competizione                                                             | Reti                                                                     | Note                                                                     |
| ------------------------------------------------------------------------ | ------------------------------------------------------------------------ | ------------------------------------------------------------------------ | ------------------------------------------------------------------------ | ------------------------------------------------------------------------ | ------------------------------------------------------------------------ | ------------------------------------------------------------------------ | ------------------------------------------------------------------------ |
| 14-2-1995                                                                | Mendoza                                                                  | Argentina                                                                | 4 – 1                                                                    | Bulgaria                                                                 | Amichevole                                                               | -                                                                        |                                                                          |
| 2-6-1996                                                                 | Quito                                                                    | Ecuador                                                                  | 2 – 0                                                                    | Argentina                                                                | Qual. Mondiali 1998                                                      | -                                                                        |                                                                          |
| 28-12-1996                                                               | Mar del Plata                                                            | Argentina                                                                | 2 – 3                                                                    | Jugoslavia                                                               | Amichevole                                                               | -                                                                        |                                                                          |
| 12-1-1997                                                                | Montevideo                                                               | Uruguay                                                                  | 0 – 0                                                                    | Argentina                                                                | Qual. Mondiali 1998                                                      | -                                                                        |                                                                          |
| 12-2-1997                                                                | Barranquilla                                                             | Colombia                                                                 | 0 – 1                                                                    | Argentina                                                                | Qual. Mondiali 1998                                                      | -                                                                        |                                                                          |
| 30-4-1997                                                                | Buenos Aires                                                             | Argentina                                                                | 2 – 1                                                                    | Ecuador                                                                  | Qual. Mondiali 1998                                                      | 1                                                                        |                                                                          |
| 8-6-1997                                                                 | Buenos Aires                                                             | Argentina                                                                | 2 – 0                                                                    | Perù                                                                     | Qual. Mondiali 1998                                                      | 1                                                                        |                                                                          |
| 6-7-1997                                                                 | Asunción                                                                 | Paraguay                                                                 | 1 – 2                                                                    | Argentina                                                                | Qual. Mondiali 1998                                                      | -                                                                        |                                                                          |
| 20-7-1997                                                                | Buenos Aires                                                             | Argentina                                                                | 2 – 0                                                                    | Venezuela                                                                | Qual. Mondiali 1998                                                      | 1                                                                        |                                                                          |
| 10-9-1997                                                                | Santiago del Cile                                                        | Cile                                                                     | 1 – 2                                                                    | Argentina                                                                | Qual. Mondiali 1998                                                      | -                                                                        |                                                                          |
| 12-10-1997                                                               | Buenos Aires                                                             | Argentina                                                                | 0 – 0                                                                    | Uruguay                                                                  | Qual. Mondiali 1998                                                      | -                                                                        |                                                                          |
| 16-11-1997                                                               | Buenos Aires                                                             | Argentina                                                                | 1 – 1                                                                    | Colombia                                                                 | Qual. Mondiali 1998                                                      | -                                                                        |                                                                          |
| 19-2-1998                                                                | Mendoza                                                                  | Argentina                                                                | 2 – 1                                                                    | Romania                                                                  | Amichevole                                                               | -                                                                        |                                                                          |
| 24-2-1998                                                                | Mar del Plata                                                            | Argentina                                                                | 3 – 1                                                                    | Jugoslavia                                                               | Amichevole                                                               | 3                                                                        |                                                                          |
| 30-6-1998                                                                | Saint-Étienne                                                            | Argentina                                                                | 2 – 2 dts (4 – 3 dtr)                                                    | Inghilterra                                                              | Mondiali 1998 - Ottavi di finale                                         | -                                                                        |                                                                          |
| 31-3-1999                                                                | Amsterdam                                                                | Paesi Bassi                                                              | 1 – 1                                                                    | Argentina                                                                | Amichevole                                                               | -                                                                        |                                                                          |
| 4-9-1999                                                                 | Buenos Aires                                                             | Argentina                                                                | 2 – 0                                                                    | Brasile                                                                  | Amichevole                                                               | 1                                                                        |                                                                          |
| 7-9-1999                                                                 | Porto Alegre                                                             | Brasile                                                                  | 4 – 2                                                                    | Argentina                                                                | Amichevole                                                               | -                                                                        |                                                                          |
| 17-11-1999                                                               | Siviglia                                                                 | Spagna                                                                   | 0 – 2                                                                    | Argentina                                                                | Amichevole                                                               | -                                                                        |                                                                          |
| 23-2-2000                                                                | Londra                                                                   | Inghilterra                                                              | 0 – 0                                                                    | Argentina                                                                | Amichevole                                                               | -                                                                        |                                                                          |
| 29-3-2000                                                                | Buenos Aires                                                             | Argentina                                                                | 4 – 1                                                                    | Cile                                                                     | Qual. Mondiali 2002                                                      | -                                                                        |                                                                          |
| 26-4-2000                                                                | Maracaibo                                                                | Venezuela                                                                | 0 – 4                                                                    | Argentina                                                                | Qual. Mondiali 2002                                                      | 1                                                                        |                                                                          |
| 29-6-2000                                                                | Bogotà                                                                   | Colombia                                                                 | 1 – 3                                                                    | Argentina                                                                | Qual. Mondiali 2002                                                      | 1                                                                        |                                                                          |
| 19-7-2000                                                                | Buenos Aires                                                             | Argentina                                                                | 2 – 0                                                                    | Ecuador                                                                  | Qual. Mondiali 2002                                                      | 1                                                                        |                                                                          |
| 26-7-2000                                                                | San Paolo                                                                | Brasile                                                                  | 3 – 1                                                                    | Argentina                                                                | Qual. Mondiali 2002                                                      | -                                                                        |                                                                          |
| 16-8-2000                                                                | Buenos Aires                                                             | Argentina                                                                | 1 – 1                                                                    | Paraguay                                                                 | Qual. Mondiali 2002                                                      | -                                                                        |                                                                          |
| 3-9-2000                                                                 | Lima                                                                     | Perù                                                                     | 1 – 2                                                                    | Argentina                                                                | Qual. Mondiali 2002                                                      | 1                                                                        |                                                                          |
| 28-2-2001                                                                | Roma                                                                     | Italia                                                                   | 1 – 2                                                                    | Argentina                                                                | Amichevole                                                               | 1                                                                        |                                                                          |
| 28-3-2001                                                                | Buenos Aires                                                             | Argentina                                                                | 5 – 0                                                                    | Venezuela                                                                | Qual. Mondiali 2002                                                      | 1                                                                        |                                                                          |
| 25-4-2001                                                                | La Paz                                                                   | Bolivia                                                                  | 3 – 3                                                                    | Argentina                                                                | Qual. Mondiali 2002                                                      | 2                                                                        |                                                                          |
| 3-6-2001                                                                 | Buenos Aires                                                             | Argentina                                                                | 3 – 0                                                                    | Colombia                                                                 | Qual. Mondiali 2002                                                      | 1                                                                        |                                                                          |
| 15-8-2001                                                                | Quito                                                                    | Ecuador                                                                  | 0 – 2                                                                    | Argentina                                                                | Qual. Mondiali 2002                                                      | 1                                                                        |                                                                          |
| 5-9-2001                                                                 | Buenos Aires                                                             | Argentina                                                                | 2 – 1                                                                    | Brasile                                                                  | Qual. Mondiali 2002                                                      | -                                                                        |                                                                          |
| 2-6-2002                                                                 | Kashima                                                                  | Argentina                                                                | 1 – 0                                                                    | Nigeria                                                                  | Mondiali 2002 - 1º turno                                                 | -                                                                        |                                                                          |
| 7-6-2002                                                                 | Sapporo                                                                  | Argentina                                                                | 0 – 1                                                                    | Inghilterra                                                              | Mondiali 2002 - 1º turno                                                 | -                                                                        |                                                                          |
| 12-6-2002                                                                | Rifu                                                                     | Svezia                                                                   | 1 – 1                                                                    | Argentina                                                                | Mondiali 2002 - 1º turno                                                 | 1                                                                        |                                                                          |
| 20-11-2002                                                               | Saitama                                                                  | Giappone                                                                 | 0 – 2                                                                    | Argentina                                                                | Amichevole                                                               | 1                                                                        |                                                                          |
| 20-8-2003                                                                | Firenze                                                                  | Uruguay                                                                  | 2 – 3                                                                    | Argentina                                                                | Amichevole                                                               | -                                                                        |                                                                          |
| 6-9-2003                                                                 | Buenos Aires                                                             | Argentina                                                                | 2 – 2                                                                    | Cile                                                                     | Qual. Mondiali 2006                                                      | -                                                                        |                                                                          |
| 9-9-2003                                                                 | Caracas                                                                  | Venezuela                                                                | 0 – 3                                                                    | Argentina                                                                | Qual. Mondiali 2006                                                      | 1                                                                        |                                                                          |
| 15-11-2003                                                               | Buenos Aires                                                             | Argentina                                                                | 3 – 0                                                                    | Bolivia                                                                  | Qual. Mondiali 2006                                                      | 1                                                                        |                                                                          |
| 19-11-2003                                                               | Barranquilla                                                             | Colombia                                                                 | 1 – 1                                                                    | Argentina                                                                | Qual. Mondiali 2006                                                      | 1                                                                        |                                                                          |
| 30-3-2004                                                                | Buenos Aires                                                             | Argentina                                                                | 1 – 0                                                                    | Ecuador                                                                  | Qual. Mondiali 2006                                                      | 1                                                                        |                                                                          |
| 28-4-2004                                                                | Casablanca                                                               | Marocco                                                                  | 0 – 1                                                                    | Argentina                                                                | Amichevole                                                               | -                                                                        |                                                                          |
| 2-6-2004                                                                 | Belo Horizonte                                                           | Brasile                                                                  | 3 – 1                                                                    | Argentina                                                                | Qual. Mondiali 2006                                                      | -                                                                        |                                                                          |
| 6-6-2004                                                                 | Buenos Aires                                                             | Argentina                                                                | 0 – 0                                                                    | Paraguay                                                                 | Qual. Mondiali 2006                                                      | -                                                                        |                                                                          |
| 9-2-2005                                                                 | Düsseldorf                                                               | Germania                                                                 | 2 – 2                                                                    | Argentina                                                                | Amichevole                                                               | 2                                                                        |                                                                          |
| 30-3-2005                                                                | Buenos Aires                                                             | Argentina                                                                | 1 – 0                                                                    | Colombia                                                                 | Qual. Mondiali 2006                                                      | 1                                                                        |                                                                          |
| 8-6-2005                                                                 | Buenos Aires                                                             | Argentina                                                                | 3 – 1                                                                    | Brasile                                                                  | Qual. Mondiali 2006                                                      | 2                                                                        |                                                                          |
| 17-8-2005                                                                | Budapest                                                                 | Ungheria                                                                 | 1 – 2                                                                    | Argentina                                                                | Amichevole                                                               | -                                                                        |                                                                          |
| 9-10-2005                                                                | Buenos Aires                                                             | Argentina                                                                | 2 – 0                                                                    | Perù                                                                     | Qual. Mondiali 2006                                                      | -                                                                        |                                                                          |
| 12-10-2005                                                               | Montevideo                                                               | Uruguay                                                                  | 1 – 0                                                                    | Argentina                                                                | Qual. Mondiali 2006                                                      | -                                                                        |                                                                          |
| 12-11-2005                                                               | Ginevra                                                                  | Argentina                                                                | 2 – 3                                                                    | Inghilterra                                                              | Amichevole                                                               | 1                                                                        |                                                                          |
| 1-3-2006                                                                 | Basilea                                                                  | Argentina                                                                | 2 – 3                                                                    | Croazia                                                                  | Amichevole                                                               | -                                                                        |                                                                          |
| 30-5-2006                                                                | Salerno                                                                  | Argentina                                                                | 2 – 0                                                                    | Angola                                                                   | Amichevole                                                               | -                                                                        |                                                                          |
| 10-6-2006                                                                | Amburgo                                                                  | Argentina                                                                | 2 – 1                                                                    | Costa d'Avorio                                                           | Mondiali 2006 - 1º turno                                                 | 1                                                                        |                                                                          |
| 16-6-2006                                                                | Gelsenkirchen                                                            | Argentina                                                                | 6 – 0                                                                    | Serbia e Montenegro                                                      | Mondiali 2006 - 1º turno                                                 | 1                                                                        |                                                                          |
| 24-6-2006                                                                | Lipsia                                                                   | Argentina                                                                | 2 – 1 dts                                                                | Messico                                                                  | Mondiali 2006 - Ottavi di finale                                         | 1                                                                        |                                                                          |
| 30-6-2006                                                                | Berlino                                                                  | Germania                                                                 | 1 – 1 dts (4 – 2 dtr)                                                    | Argentina                                                                | Mondiali 2006 - Quarti di finale                                         | -                                                                        |                                                                          |
| 7-2-2007                                                                 | Saint-Denis                                                              | Francia                                                                  | 0 – 1                                                                    | Argentina                                                                | Amichevole                                                               | -                                                                        |                                                                          |
| 2-6-2007                                                                 | Basilea                                                                  | Svizzera                                                                 | 1 – 1                                                                    | Argentina                                                                | Amichevole                                                               | -                                                                        |                                                                          |
| 5-6-2007                                                                 | Barcellona                                                               | Argentina                                                                | 4 – 3                                                                    | Algeria                                                                  | Amichevole                                                               | -                                                                        |                                                                          |
| 28-6-2007                                                                | Maracaibo                                                                | Argentina                                                                | 4 – 1                                                                    | Stati Uniti                                                              | Coppa America 2007 - 1º turno                                            | 2                                                                        |                                                                          |
| 2-7-2007                                                                 | Maracaibo                                                                | Argentina                                                                | 4 – 2                                                                    | Colombia                                                                 | Coppa America 2007 - 1º turno                                            | 1                                                                        |                                                                          |
| Totale                                                                   |                                                                          | Presenze                                                                 | 64                                                                       |                                                                          | Reti (4º posto)                                                          | 35                                                                       |                                                                          |

| Cronologia completa delle presenze e delle reti in nazionale ― Argentina olimpica | Cronologia completa delle presenze e delle reti in nazionale ― Argentina olimpica | Cronologia completa delle presenze e delle reti in nazionale ― Argentina olimpica | Cronologia completa delle presenze e delle reti in nazionale ― Argentina olimpica | Cronologia completa delle presenze e delle reti in nazionale ― Argentina olimpica | Cronologia completa delle presenze e delle reti in nazionale ― Argentina olimpica | Cronologia completa delle presenze e delle reti in nazionale ― Argentina olimpica | Cronologia completa delle presenze e delle reti in nazionale ― Argentina olimpica |
| Data                                                                              | Città                                                                             | In casa                                                                           | Risultato                                                                         | Ospiti                                                                            | Competizione                                                                      | Reti                                                                              | Note                                                                              |
| --------------------------------------------------------------------------------- | --------------------------------------------------------------------------------- | --------------------------------------------------------------------------------- | --------------------------------------------------------------------------------- | --------------------------------------------------------------------------------- | --------------------------------------------------------------------------------- | --------------------------------------------------------------------------------- | --------------------------------------------------------------------------------- |
| 20-7-1996                                                                         | Birmingham                                                                        | Stati Uniti                                                                       | 1 – 3                                                                             | Argentina                                                                         | Olimpiadi 1996 - 1º turno                                                         | 1                                                                                 |                                                                                   |
| 22-7-1996                                                                         | Washington                                                                        | Argentina                                                                         | 1 – 1                                                                             | Portogallo                                                                        | Olimpiadi 1996 - 1º turno                                                         | -                                                                                 |                                                                                   |
| 24-7-1996                                                                         | Birmingham                                                                        | Argentina                                                                         | 1 – 1                                                                             | Tunisia                                                                           | Olimpiadi 1996 - 1º turno                                                         | -                                                                                 |                                                                                   |
| 27-7-1996                                                                         | Birmingham                                                                        | Argentina                                                                         | 4 – 0                                                                             | Spagna                                                                            | Olimpiadi 1996 - Quarti di finale                                                 | 2                                                                                 |                                                                                   |
| 30-7-1996                                                                         | Atlanta                                                                           | Argentina                                                                         | 2 – 0                                                                             | Portogallo                                                                        | Olimpiadi 1996 - Semifinale                                                       | 2                                                                                 |                                                                                   |
| 3-8-1996                                                                          | Atlanta                                                                           | Nigeria                                                                           | 3 – 2                                                                             | Argentina                                                                         | Olimpiadi 1996 - Finale                                                           | 1                                                                                 |                                                                                   |
| Totale                                                                            |                                                                                   | Presenze                                                                          | 6                                                                                 |                                                                                   | Reti                                                                              | 6                                                                                 |                                                                                   |

### Record
- Unico calciatore ad aver segnato una doppietta in una finale di UEFA Champions League e di Coppa Libertadores, rispettivamente nel 2005 e 1996.[60]
- Calciatore che ha vinto la Supercoppa Italiana con il maggior numero di squadre: 4

### Statistiche da allenatore
Statistiche aggiornate al 8 luglio 2025. In grassetto le competizioni vinte.
| Stagione            | Squadra            | Campionato       | Campionato | Campionato | Campionato | Campionato | Coppe nazionali | Coppe nazionali | Coppe nazionali | Coppe nazionali | Coppe nazionali | Coppe continentali | Coppe continentali | Coppe continentali | Coppe continentali | Coppe continentali | Altre coppe | Altre coppe | Altre coppe | Altre coppe | Altre coppe | Totale | Totale | Totale | Totale | % Vittorie | Piazzamento |
| Stagione            | Squadra            | Comp             | G          | V          | N          | P          | Comp            | G               | V               | N               | P               | Comp               | G                  | V                  | N                  | P                  | Comp        | G           | V           | N           | P           | G      | V      | N      | P      | %          | Piazzamento |
| ------------------- | ------------------ | ---------------- | ---------- | ---------- | ---------- | ---------- | --------------- | --------------- | --------------- | --------------- | --------------- | ------------------ | ------------------ | ------------------ | ------------------ | ------------------ | ----------- | ----------- | ----------- | ----------- | ----------- | ------ | ------ | ------ | ------ | ---------- | ----------- |
| 2015-mar. 2016      | Modena             | B                | 33         | 10         | 5          | 18         | CI              | 2               | 1               | 0               | 1               | -                  | -                  | -                  | -                  | -                  | -           | -           | -           | -           | -           | 35     | 11     | 5      | 19     | 31,43      | Eson.       |
| gen.-apr. 2019      | Banfield           | PD               | 10         | 1          | 5          | 4          | CA+CS           | 1+2             | 1+1             | 0               | 1               | -                  | -                  | -                  | -                  | -                  | -           | -           | -           | -           | -           | 13     | 3      | 5      | 5      | 23,08      | Sub. 16º    |
| lug.-ago. 2019      | Banfield           | PD               | 5          | 1          | 1          | 3          | -               | -               | -               | -               | -               | -                  | -                  | -                  | -                  | -                  | -           | -           | -           | -           | -           | 5      | 1      | 1      | 3      | 20,00      | Eson.       |
| Totale Banfield     | Totale Banfield    | Totale Banfield  | 15         | 2          | 6          | 7          |                 | 3               | 2               | 0               | 1               |                    | -                  | -                  | -                  | -                  |             | -           | -           | -           | -           | 18     | 4      | 6      | 8      | 22,22      |             |
| gen. 2020-feb. 2021 | Defensa y Justicia | PD               | 6          | 3          | 3          | 0          | CS+CdL          | 1+11            | 1+2             | 0+4             | 0+5             | CL+CS              | 6+9                | 2+6                | 0+3                | 4+0                | -           | -           | -           | -           | -           | 33     | 14     | 10     | 9      | 42,42      | Sub. 6º     |
| feb.-ott. 2021      | San Paolo          | A1/SP+A          | 16+25      | 11+6       | 4+12       | 1+7        | CB              | 6               | 3               | 1               | 2               | CL                 | 10                 | 4                  | 4                  | 2                  | -           | -           | -           | -           | -           | 57     | 24     | 21     | 12     | 42,11      | Eson.       |
| 2022-2023           | Al-Duhail          | QSL              | 22         | 16         | 3          | 3          | CQ+CdL          | 2+5             | 1+4             | 1+1             | 0               | ACL                | 9                  | 7                  | 0                  | 2                  | CdQ         | 2           | 2           | 0           | 0           | 40     | 30     | 5      | 5      | 75,00      | Sub. 1º     |
| lug.-ott. 2023      | Al-Duhail          | QSL              | 5          | 3          | 1          | 1          | CQ+CdL          | 0+0             | 0+0             | 0+0             | 0+0             | ACL                | 2                  | 0                  | 1                  | 1                  | CdQ         | 0           | 0           | 0           | 0           | 7      | 3      | 2      | 2      | 42,86      | Eson.       |
| Totale Al-Duhail    | Totale Al-Duhail   | Totale Al-Duhail | 27         | 19         | 4          | 4          |                 | 7               | 5               | 2               | 0               |                    | 11                 | 7                  | 1                  | 3                  |             | 2           | 2           | 0           | 0           | 47     | 33     | 7      | 7      | 70,21      |             |
| nov. 2023-2024      | Al-Ain             | PL               | 18         | 9          | 3          | 6          | PC+CdL          | 2+4             | 1+2             | 0+0             | 1+2             | ACL                | 10                 | 5                  | 1                  | 4                  | -           | -           | -           | -           | -           | 34     | 17     | 4      | 13     | 50,00      | Sub., 3°    |
| lug.-nov. 2024      | Al-Ain             | PL               | 5          | 2          | 2          | 1          | PC+CdL          | 1+2             | 1+2             | 0+0             | 0+0             | ACL                | 4                  | 0                  | 1                  | 3                  | CI          | 1           | 0           | 0           | 1           | 13     | 5      | 3      | 5      | 38,46      | Eson.       |
| Totale Al Ain       | Totale Al Ain      | Totale Al Ain    | 23         | 11         | 5          | 7          |                 | 9               | 6               | 0               | 3               |                    | 14                 | 5                  | 2                  | 7                  |             | 1           | 0           | 0           | 1           | 47     | 22     | 7      | 18     | 46,81      |             |
| giu.-dic. 2025      | San Paolo          | A                | 7          | 5          | 1          | 1          | CB              | 2               | 1               | 0               | 1               | CL                 | 1                  | 0                  | 1                  | 0                  | -           | -           | -           | -           | -           | 10     | 6      | 2      | 2      | 60,00      | Sub.        |
| Totale San Paolo    | Totale San Paolo   | Totale San Paolo | 48         | 22         | 17         | 9          |                 | 8               | 4               | 1               | 3               |                    | 11                 | 4                  | 5                  | 2                  |             | -           | -           | -           | -           | 67     | 30     | 23     | 14     | 44,78      |             |
| Totale carriera     | Totale carriera    | Totale carriera  | 152        | 67         | 40         | 45         |                 | 41              | 21              | 7               | 13              |                    | 51                 | 24                 | 11                 | 16                 |             | 3           | 2           | 0           | 1           | 247    | 114    | 58     | 75     | 46,15      |             |

## Palmarès

### Giocatore

#### Club

##### Competizioni nazionali
- Campionato argentino: 2

River Plate: Apertura 1993, Apertura 1994
- Coppa Italia: 1

Parma: 1998-1999
- Supercoppa italiana: 5

Parma: 1999
Lazio: 2000
Milan: 2004
Inter: 2006, 2008
- Community Shield: 1

Chelsea: 2005
- Campionato inglese: 1

Chelsea: 2005-2006
- Campionato italiano: 3

Inter: 2006-2007, 2007-2008, 2008-2009

##### Competizioni internazionali
- Coppa Libertadores: 1

River Plate: 1996
- Coppa UEFA: 1

Parma: 1998-1999

#### Nazionale
- Giochi panamericani: 1

1995
- Argento olimpico: 1

Atlanta 1996

#### Individuale
- Capocannoniere del campionato argentino: 1

1994 (11 gol)
- Capocannoniere ai Giochi olimpici: 1

1996 (6 gol, insieme a Bebeto)
- Capocannoniere della Coppa Italia: 2

1998-1999 (6 gol)
2006-2007 (4 gol)
- Capocannoniere della Serie A: 1

2000-2001 (26 gol)
- Squadra dell'Anno ESM: 1

2000-2001
- FIFA 100: Inserito nella lista dei giocatori Argentini

2004
- Scarpa d'argento dei Mondiali: 1

2006
- All Star Team del mondiale di calcio: 1

2006
- Capocannoniere della Coppa Italia: 1

2006-2007 (4 gol)
- Calciatore del Secolo del Parma

2013

### Allenatore

#### Competizioni statali
- Campionato paulista: 1

San Paolo: 2021

#### Competizioni nazionali
- Coppa delle Stelle del Qatar: 1

Al-Duhail: 2022-2023
- Campionato qatariota: 1

Al-Duhail: 2022-2023
- Coppa di Qatar: 1

Al-Duhail: 2022-2023

#### Competizioni internazionali
- Coppa Sudamericana: 1

Defensa y Justicia: 2020
- AFC Champions League: 1

Al-Ain: 2023-2024